# 下李庄二郎神庙
下李庄二郎神庙，位于山西省晋城市沁水县嘉峰镇下李庄村西南。

## 保护
2013年1月，下李庄二郎神庙公布为第三批晋城市文物保护单位，编号3-413。2021年8月4日，下李庄二郎神庙公布为第六批山西省文物保护单位，古建筑类，编号6-231。